# Hvide blodlegemer
De hvide blodlegemer eller leukocytter er celler i blodet. Deres opgave er at forsvare kroppen mod infektioner fra virus, parasitter, svampe og bakterier.
De hvide blodlegemer er meget større end de røde, dog er der ikke så mange af dem og deres levetid er også mindre end de andre blodlegemers.
De hvide blodlegemer arbejder mest uden for blodbanen, hvor de slår sig ned i bindevæv, hud og organer som respons mod indtrængende mikroorganismer og fremmedlegemer.
De hvide blodlegemer kan opdeles i tre kategorier: lymfocytter, granulocytter og monocytter eller granulære leukocytter.

## Leukocytter
Det normale antal af alle leukocytter hos Voksne mænd og kvinder over 18 år: 3,5 – 8,8 x 109 pr. L. Under svangerskab og i forbindelse med fødsel kan antallet stige til over 20 x 109 leukocytter pr. L, dvs. 20 milliarder leukocytter pr. liter blod.
Hos børn og unge kan antallet også være højere end normalværdien.
Leukocyt-tallet er en indikator for sundhedstilstanden, og hvis niveauet af leukocytter i blodet ændrer sig, kan det være tegn på infektion eller sygdom. Stærkt forhøjede leukocyt-tal ses ved leukæmi, alvorlige bakterielle infektioner og kroniske inflammatoriske sygdomme. Lave leukocyt-tal ses bl.a. ved 
knoglemarvssygdomme, stråle- og kemoterapi og forgiftninger.
Fordelingen mellem de forskellige typer leukocytter
- Neutrofile granulocytter 54-62%
- Lymfocytter 25-33%
- Monocytter 2-10%
- Eosinofile granulocytter 1-6%
- Basofile granulocytter under 1%

Fordelingen kan huskes med remse: "Never Let Monkeys Eat Bananas".
Alle leukocytter produceres ud fra stamceller i knoglemarven, og de fleste er ikke stand til at dele sig.
Deres levetid er fra få timer til mange år.

## Lymfocytter
Der er to forskellige slags lymfocytter: B-celler eller B-lymfocytter og T-celler eller T-lymfocytter.
B-cellerne inddeles i Plasma-B celler og Hukommelses-B celler. Plasma-cellerne danner antistoffer mod virus og bakterier. Dog er der også nogle af dem der fungerer som hukommelsesceller, som vil sige at den ville kunne huske tidligere hændelser såsom infektioner og derefter handle hurtigere hvis den samme form for infektion skulle ramme en igen.
T-cellerne er en type af hvide blodlegemer, der spiller en central rolle i immunsystemet. Forkortelsen T står for thymus, som er den latinske betegnelse for brisselen, som er det organ, hvori deres endelige udvikling forekommer. Selvom der findes forskellige typer af T-celler med forskellige egenskaber, udtrykker de alle et receptormolekyle (TCR) på deres overflade, som er specifikt for T-cellerne.
CD4+ Th eller T-hjælper cellerne aktiverer og regulerer T-  og B-celler. 
T-cytotoksiske celler ødelægger virus-inficerede celler og kræft-celler.
NK T-celler eller naturlige dræberceller ødelægger virus-inficerede celler og kræft-celler.

## Granulocytter
Granulocytterne adskilles fra de øvrige leukocytter ved deres granulære cytoplasmatiske udseende i et lysmikroskop. 
Der er tre forskellige former for granulocytter:
Neutrofile eller neutrophilocytter er hvide blodlegemer der kontrollerer kroppens reaktioner mod angreb fra forskellige mikroorganismer. Når et væv bliver beskadiget kommer de neutrofile celler og absorberer de beskadigede celler og bakterier, faktisk er døde neutrofile celler hovedbestanddelen af den hvidgullige væske fra betændt væv som kaldes for pus. 
Basofile granulocytter udgør omkring 0,5% af de hvide blodlegemer og har en diameter på 10-14 μm. De spiller en central rolle ved allergiske reaktioner, ved at frigive stoffer der både holder årernes vægge rene og sørger for at blodkarene ikke stopper til. Desuden bidrager de til den anti-parasitære immunitet. 
Eosinofile granulocytter eller eosinofilocytterne. En eosinofil er et hvidt blodlegeme, som er en del af immunforsvaret, deres antal stiger kraftigt når kroppen oplever allergiske reaktioner mod f.eks. husstøvmider eller ved infektioner mod visse former for parasitter som fx orme.

## Monocytter
Monocytter er kroppens "skraldemænd", og deres job er at optage og tilintetgøre fremmede mikroorganismer og udslidte/døde celler. Monocytter er aktive både i blodet og i andre væv. Ved infektion vil et større antal monocytter gå ud i vævet, hvor de differentieres til makrofager, i leveren til Kupffer-celler, der er i stand til at fagocytere og nedbryde de indtrængende mikroorganismer. Denne evne til at nedbryde mikroorganismer gør makrofagerne til en vigtig del af kroppens forsvar mod infektion. Monocytterne er blandt de første af immunsystemets celler, der opdager bakterier eller virus ved en begyndende infektion. De har derfor også til opgave at alarmerer de øvrige celler i immunsystemet, især lymfocytterne.
Dendritceller er differentierede monocytter, hvis hovedfunktion er at præsentere antigener og aktiverer T-lymfocytterne. De kaldes også for APC eller AP-celler (antigen-presenting cells). 

## Eksterne links
- Blodets funktioner og bestanddele. Bloddonorerne i Danmark Arkiveret 19. januar 2012 hos  Wayback Machine